# Хімічні шаперони
Хімі́чні шаперо́ни (англ. chemical chaperon) — хімічні частинки, які полегшують реакцію комбінації між атомами та радикалами і зворотну до неї реакцію. Становлять окремий випадок терміна «третє тіло».